# Paul von Zimmermann (General, 1814)
Paul Friedrich von Zimmermann (* 24. Oktober 1814 in Dresden; † 15. Juni 1875 in Schweidnitz) war ein preußischer Generalmajor.

## Leben

### Herkunft
Er war der Sohn des späteren preußischen Generalmajors Friedrich von Zimmermann (1777–1839) und dessen Ehefrau Charlotte, geborene Giese (1785–1859). Der spätere Generalmajor Robert von Zimmermann (1817–1878) war sein jüngerer Bruder.

### Militärkarriere
Zimmermann besuchte die Kadettenhäuser in Potsdam und Berlin. Anschließend wurde er am 18. August 1832 als Sekondeleutnant der Garde-Artillerie-Brigade der Preußischen Armee überwiesen. Zur weiteren Ausbildung war Zimmermann bis 1833 an die Vereinigte Artillerie- und Ingenieurschule kommandiert. Als Premierleutnant nahm er 1848 an der Niederringung des Straßenkämpfe in Berlin teil und wurde im April 1849 zur Festungs-Reserveartillerie in Mainz kommandiert. In den folgenden Monaten war Zimmermann während der Niederschlagung der Badischen Revolution an der Belagerung der Festung Rastatt sowie während des Feldzuges gegen Dänemark am Gefecht bei Kolding beteiligt. Mitte September 1849 kehrte er zu seiner Brigade zurück und avancierte am 29. Oktober 1850 zum Hauptmann. Vom 2. Juli 1857 bis zum 28. Juni 1859 fungierte Zimmermann als Artillerieoffizier vom Platz in Schweidnitz, wurde am 18. September 1858 Major und stieg anschließend zum etatsmäßigen Stabsoffizier im Garde-Artillerie-Regiment auf. Am 5. November 1859 folgte seine Ernennung zum Kommandeur der III. Abteilung und in dieser Eigenschaft erhielt Zimmermann am 21. Oktober 1860 das Komturkreuz des Albrechts-Ordens. Nach seiner Beförderung zum Oberstleutnant beauftragte man Zimmermann am 25. Juni 1864 mit der Führung des Ostpreußischen Festungs-Artillerie-Regiments Nr. 1 in Königsberg.
Während des Deutschen Krieges führte Zimmermann 1866 die Artillerie des I. Reserve-Armee-Korps, avancierte am 8. Juni 1866 zum Oberst und wurde nach dem Friedensschluss Kommandeur des Magdeburgischen Feldartillerie-Regiments Nr. 4. Unter Stellung à la suite seines Regiments folgte am 14. Januar 1868 seine Ernennung zum Kommandeur der 10. Artillerie-Brigade bei der 2. Artillerie-Inspektion. In dieser Eigenschaft erhielt Zimmermann am 22. Juni 1868 den Roten Adlerorden III. mit Schleife.
Mit dem Beginn des Krieges gegen Frankreich wurde ihm das Kommando über die 7. Artillerie-Brigade übertragen und Zimmermann am 26. Juli 1870 zum Generalmajor befördert. Er nahm an der Schlacht bei Gravelotte, der Belagerung von Metz sowie dem Feldzug im Jura teil und erhielt in Würdigung seiner Leistungen beide Klassen des Eisernen Kreuzes sowie das Ehrenkreuz I. Klasse des Lippischen Hausordens. Krankheitsbedingt musste Zimmermann nach Beendigung des Krieges seinen Abschied nehmen und wurde am 21. September 1871 mit der gesetzlichen Pension zur Disposition gestellt.

### Familie
Zimmermann hatte sich am 10. Januar 1853 in Berlin mit Clara von Studnitz (1832–1906) verheiratet. Sie war die Tochter des Stadtgerichtsdirektors Hermann von Studnitz aus Breslau.